# Urodeta hibernella
Urodeta hibernella là một loài bướm đêm thuộc họ Momphidae. Nó được tìm thấy ở Pháp, Corse và bán đảo Iberia.
Ấu trùng ăn Cistus monspeliensis và Helianthemum. Chúng ăn lá nơi chúng làm tổ.